# Maîtresse (relation amoureuse)

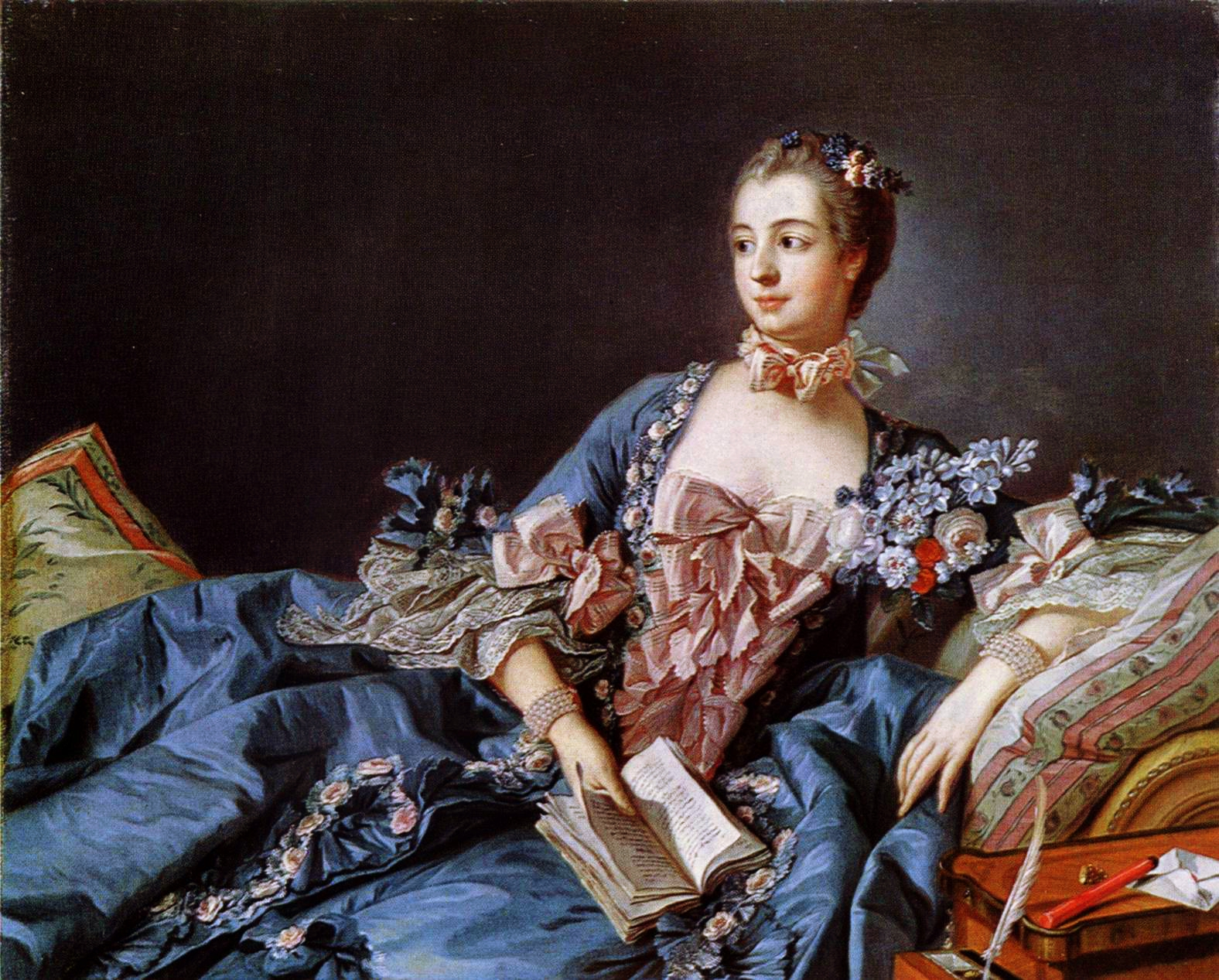
Madame de Pompadour, maîtresse royale et maîtresse en titre de Louis XV de France, vers 1750.

Pour les articles homonymes, voir Maîtresse.
Une maîtresse est une amante ayant une relation relativement longue sans être mariée à son partenaire, on utilise le terme en particulier dans le cas où ledit partenaire est marié. En général, la relation est stable et au moins semi-permanente mais le couple ne vit pas ouvertement ensemble ; et la relation est généralement, mais pas toujours, secrète,.
Le terme « maîtresse » était à l'origine utilisé comme féminin de « monsieur » ou « maître ».

## Définition
Historiquement, le terme a désigné une femme entretenue (parfois somptueusement) par un homme riche, de sorte qu'elle est toujours disponible pour son plaisir sexuel. Une telle femme pouvait passer d'un rôle de maîtresse à celui d'une courtisane en fonction de sa situation et de l'environnement. De nos jours cependant, le mot « maîtresse » est principalement utilisé pour se référer à l'amante d'un homme marié à une autre femme ; dans le cas où l'homme est célibataire, il est plutôt d'usage de parler de « petite amie » ou de « partenaire ». Historiquement, un homme qui avait une maîtresse était responsable de ses dettes de la même façon que pour sa femme, bien qu'il n'était évidemment pas légalement tenu de le faire. Il est plus probable aujourd'hui que la maîtresse ait un emploi, et donc qu'elle soit moins dépendante financièrement de l'homme.
Une maîtresse n'est pas une prostituée : si on peut considérer qu'une maîtresse est « gardée » pour de l'argent, la principale différence est qu'une maîtresse a des relations sexuelles avec moins d'hommes et il n'y a de quid pro quo direct entre l'argent et l'acte sexuel. Il y a une relation habituellement émotionnelle, et éventuellement sociale, entre un homme et sa maîtresse ; alors que la relation à une prostituée est à prédominance sexuelle. Il est également important de souligner que les relations avec une maîtresse sont à durée indéterminée, en opposition avec l'accord sur les conditions établies avec une prostituée.

## Histoire

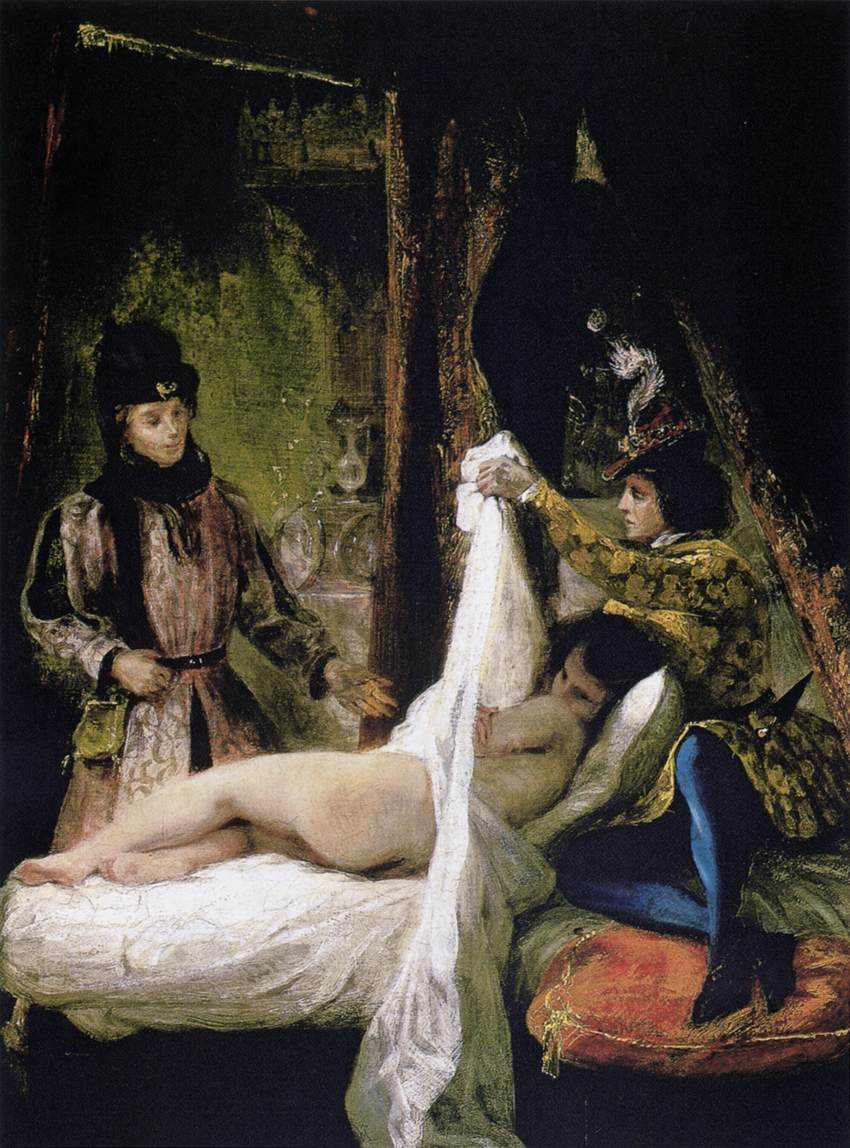
Eugène Delacroix, Louis d'Orléans montrant sa maîtresse, 1825.

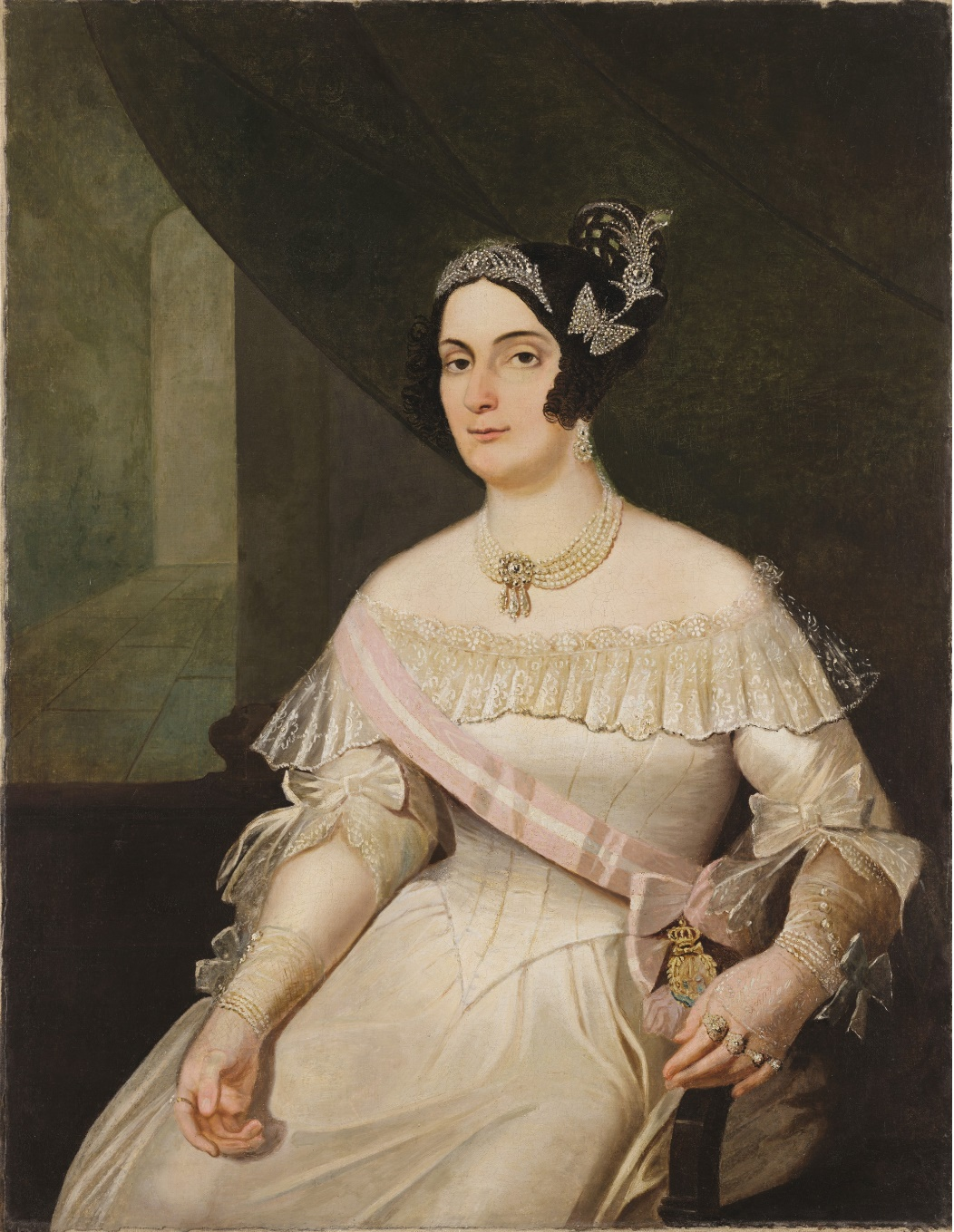
Domitila de Castro, maîtresse de l'empereur Pierre Ier du Brésil.

Les maîtresses les plus connues historiquement, et celles les plus étudiées, sont les maîtresses royales des monarques européens, comme Agnès Sorel, Diane de Poitiers, Barbara Villiers, Nell Gwyn et Madame de Pompadour. La tenue d'une maîtresse en Europe ne se limitait pas à la royauté et à la noblesse, mais existait dans tous les rangs sociaux : tous les hommes qui en avaient les moyens pouvaient se permettre d'avoir une (ou plusieurs) maîtresse, indépendamment de la position sociale. Un riche marchand ou un jeune noble pouvaient en avoir une. Être une maîtresse était généralement une occupation pour une jeune femme qui, si elle était chanceuse, pourrait se marier ensuite avec son amant ou un autre homme de rang.
La ballade The Three Ravens (publiée en 1611, mais peut-être avant) décrit une fidèle maîtresse d'un chevalier mort, qui l'enterre puis meurt de l'effort, étant à un stade avancé d'une grossesse. Il est remarquable que son auteur ait affecté ce rôle à la maîtresse du chevalier plutôt qu'à sa femme,.
Dans les cours d'Europe, et en particulier à Versailles et Whitehall aux XVIIe et XVIIIe siècles, les maîtresses avaient souvent une très grande influence. Un roi pouvait avoir de nombreuses maîtresses, mais une seule « favorite » ou « maîtresse en titre », comme Louis XV et Madame de Pompadour. Les maîtresses à la fois de Louis XV (surtout Madame de Pompadour) et de Charles II sont souvent considérées comme ayant exercé une grande influence sur leurs amants, leurs relations étant des secrets de Polichinelle. À part les Rois et les laïcs, Alexandre VI est un exemple de pape ayant eu des maîtresses. Alors que les très riches pouvaient conserver une maîtresse pour toute la vie (comme George II d'Angleterre l'a fait avec « Mrs Howard », même après qu'ils ne furent plus romantiquement liés), ce n'était pas le cas pour la plupart des femmes, qui se faisaient facilement répudier.
Parfois la maîtresse est dans une position financièrement et socialement supérieure à son amant. En tant que veuve, Catherine II, était connue pour avoir eu des relations à plusieurs reprises avec des hommes au cours de son règne. Comme beaucoup de femmes puissantes, même si elle était libre de se remarier, elle choisissait de ne pas avoir à partager son pouvoir avec un mari, préférant garder pour elle.
Dans la littérature, D. H. Lawrence dépeint dans l'Amant de lady Chatterley une situation où une femme devient la maîtresse du garde-chasse de son époux.
Au cours du XXe siècle, les femmes devinrent de plus en plus largement instruites et en mesure de subvenir à leurs besoins. La position de maîtresse est donc devenue beaucoup moins attrayante. Du fait que le divorce est devenu acceptable socialement, il devint aussi plus facile de divorcer pour se remarier.
La pratique d'avoir une maîtresse s'est toutefois poursuivie chez certains hommes mariés, en particulier pour les plus riches. Parfois, les hommes mariés se remarient avec leurs maîtresses. Le jour de son mariage avec sa maîtresse, Sir James Goldsmith déclara : « Lorsque vous vous mariez à votre maîtresse, vous libérez un emploi. »

## Équivalent masculin
Pour les hommes, on emploie en général le terme d'amant, mais il n'a pas les mêmes connotations.
Aux XVIIIe et XIXe siècles en Italie, on utilisait l'appellation sigisbée et cavalier servente pour décrire un homme qui était l'amant d'une femme mariée. Un autre mot utilisé était celui de gigolo, même s'il connote une brève durée et l'attente d'un paiement, il s'agit plus de prostitution.

## Dans la littérature

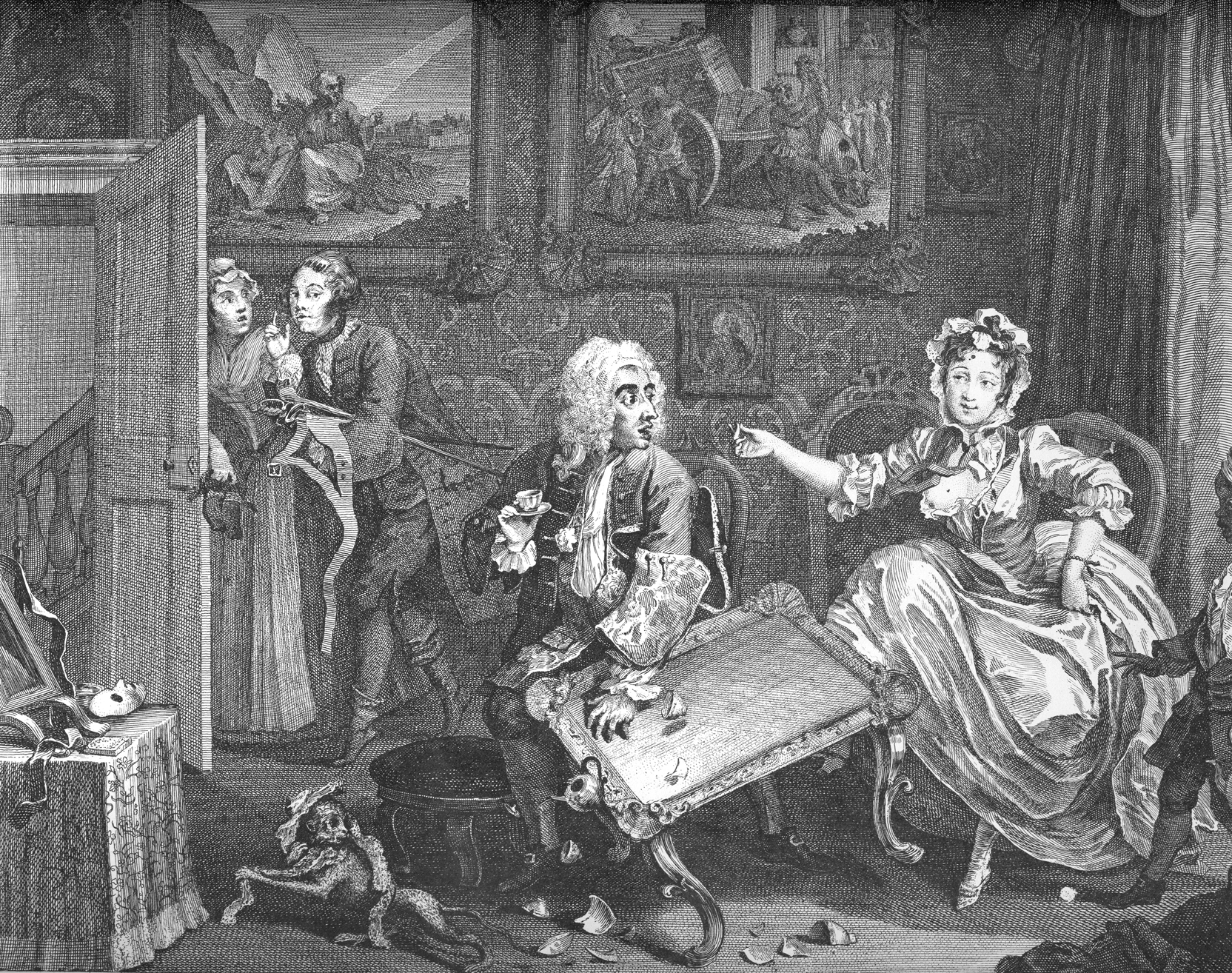
La Carrière d'une prostituée, 1731.

Dans Fanny Hill de John Cleland et Moll Flanders de Daniel Defoe, ainsi que dans d'innombrables romans de détresse féminin, la distinction entre la « femme » et une prostituée est de toute importance,.
Les apologistes de la pratique de maîtresses font référence à la pratique proche-orientale de garder une concubine ; ils citent souvent les versets de l'Ancien Testament pour montrer qu'avoir une maîtresse est une pratique ancienne qui était, sinon acceptable, au moins compréhensible. Dans Annus mirabilis, John Dryden a suggéré que si un roi avait des maîtresses et faisait des bâtards, c'était la preuve de son abondance de générosité et d'esprit. De façon plus sinistre, les histoires de maîtresses ne sont jamais loin dans les romans empathiques envers les femmes comme victimes dans au XVIIIe siècle, que ce soit dans les romans d'Eliza Haywood ou de Samuel Richardson (dont les héroïnes de Pamela et Clarisse Harlowe sont mises dans une situation de menace avec dégradation sexuelle et réduction à l'état d'objet).
Avec les romantiques du début du XIXe siècle, le sujet des affaires devient de plus en plus problématique car une union non-maritale peut parfois être célébrée comme expression de la liberté des femmes. Maryann Evans (alias George Eliot) vit comme un défi d'être « dans le péché » avec un homme marié, partiellement comme un symbole de son indépendance de la morale de la classe moyenne. Son indépendance exige d'elle qu'elle ne soit pas « entretenue »,.
Le roman de Charlotte Brontë Jane Eyre (1848) présente des arguments passionné des deux côtés de la question, quand Rochester, incapable d'être libre de sa folle de femme, tente de convaincre Jane Eyre de vivre avec lui, et qu'elle lui résiste.
Margaret Mitchell, dans son roman Autant en emporte le vent (1936) implique aussi que Scarlett O'Hara devrait être la maîtresse de Rhett Butler, qui considère cela comme de la prostitution.